# Tournay-sur-Odon
Tournay-sur-Odon ist eine Ortschaft und eine ehemalige französische Gemeinde mit 353 Einwohnern (Stand: 1. Januar 2022) im Département Calvados in der Region Normandie. Sie gehörte zum Arrondissement Vire.
Mit Wirkung vom 1. Januar 2017 wurden die früheren Gemeinden Noyers-Missy, Le Locheur und Tournay-sur-Odon zur  Commune nouvelle Val d’Arry zusammengeschlossen und üben mit Ausnahme von Noyers-Missy in der neuen Gemeinde den Status einer Commune déléguée aus. Dies beruht darauf, dass bereits mit Wirkung vom 1. Januar 2016 die Gemeinde Noyers-Missy aus den früheren Gemeinden Missy und Noyers-Bocage gebildet und dieser Status beibehalten wurde. Der Verwaltungssitz befindet sich in Noyers-Bocage.

## Nachbarorte
Nachbarorte sind Noyers-Bocage im Norden, Le Locheur im Osten, Vacognes-Neuilly im Südosten, Landes-sur-Ajon im Süden, Épinay-sur-Odon im Südwesten, Parfouru-sur-Odon im Westen und Villy-Bocage im Nordwesten.

## Bevölkerungsentwicklung
| Jahr      | 1962 | 1968 | 1975 | 1982 | 1990 | 1999 | 2008 | 2016 |
| --------- | ---- | ---- | ---- | ---- | ---- | ---- | ---- | ---- |
| Einwohner | 256  | 217  | 209  | 269  | 263  | 346  | 367  | 348  |

## Sehenswürdigkeiten

Kirche Saint-Pierre

- Kirche Saint-Pierre